# میدان شکرگزاری

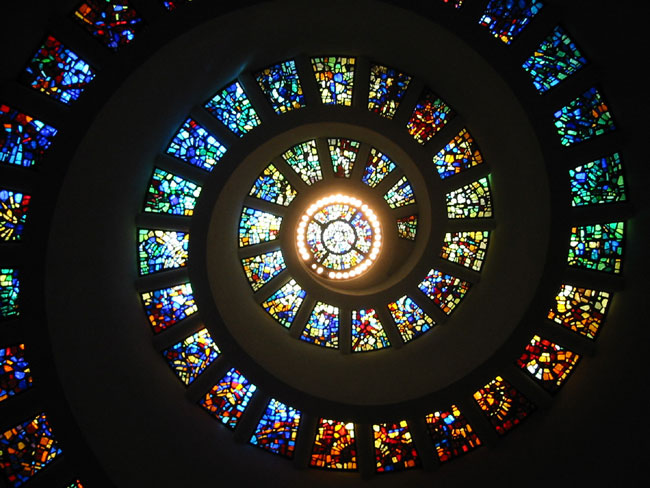
نمایی از سقف نیایشگاه

میدان شکرگزاری یا نیایشگاه شکرگزاری (به انگلیسی: Thanks-Giving Square) ساخت ۱۹۷۶، نام یک اثر از معمار برجسته آمریکایی فیلیپ جانسون است.
این نیایشگاه در مرکز شهر دالاس قرار دارد، و امروزه یک کلیسای مسیحی می‌باشد.
یکی از الگوهای طرح این بنا منار سامرا در عراق (که خود از آتشکده فیروزآباد الگو برداری شده) است.

## مشخصات

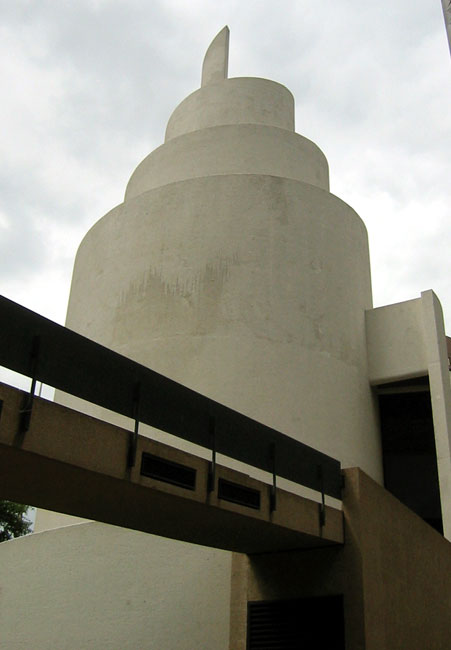
نیایشگاه شکرگزاری

نوع این بنا پارک عمومی و کلیسای مذهبی است و مکان آن در مرکز شهر دالاس تگزاس قرار دارد.
بنا توسط انجمن خیریه اجتماعی شهر افتتاح و بهره‌برداری گردید و این میدان امروزه یک مجموعه عمومی در دالاس آمریکا است.
در طرح این مجموعه برای اولین بار چند منظور در نظر گرفته شد که ترافیک هم مد نظر بوده‌است. ساخت این مجموعه در سال ۱۹۷۶ به پایان رسید. این طرح اولین در نوع خود بود، که شامل سه جزء اصلی است: پارک و مناظر زیبا، قسمت اصلی که شامل شبکه پیاده‌روی زیرزمینی می‌باشد، و ترمینال بولینگ تراکر نن شهر دالاس.
شهرت این میدان به خاطر این پارک می‌باشد؛ و توسط انجمن نگهداری می‌شود. طراحی این پارک نیز توسط فیلیپ جانسون انجام شده‌است.

## شبکه زیر زمینی

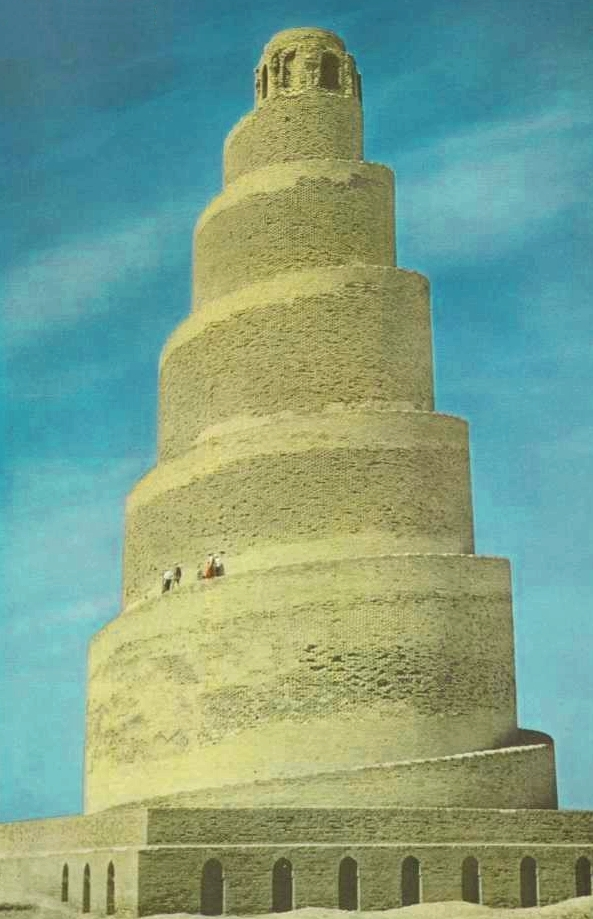
مسجد سامرا در عراق

شبکه پیاده‌رو زیر زمینی شهر دالاس در سطح زیر پارک است که ساختهای مختلف را به یکدیگر مربوط می‌سازد، و یکی از نقاط اصلی این مجموعه در کنار این راهروها، رستوران و فضاهای دیگری متعلق به شهر داری ساخته شده‌است.
هزینه اجرای این محجموعه ۵/۶ میلیون دلار بوده‌است.

## نگارخانه

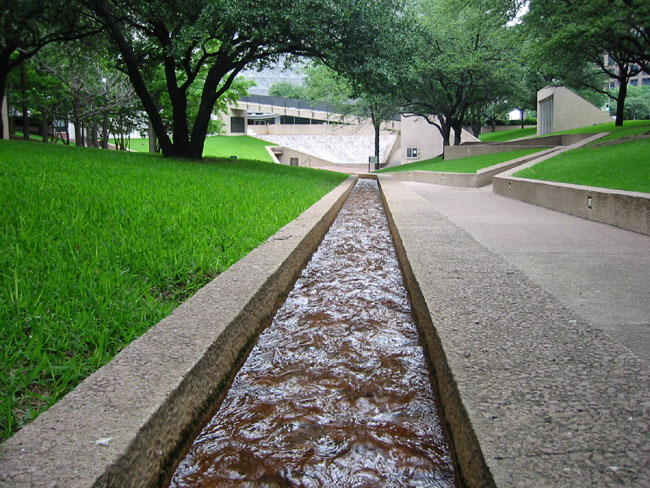
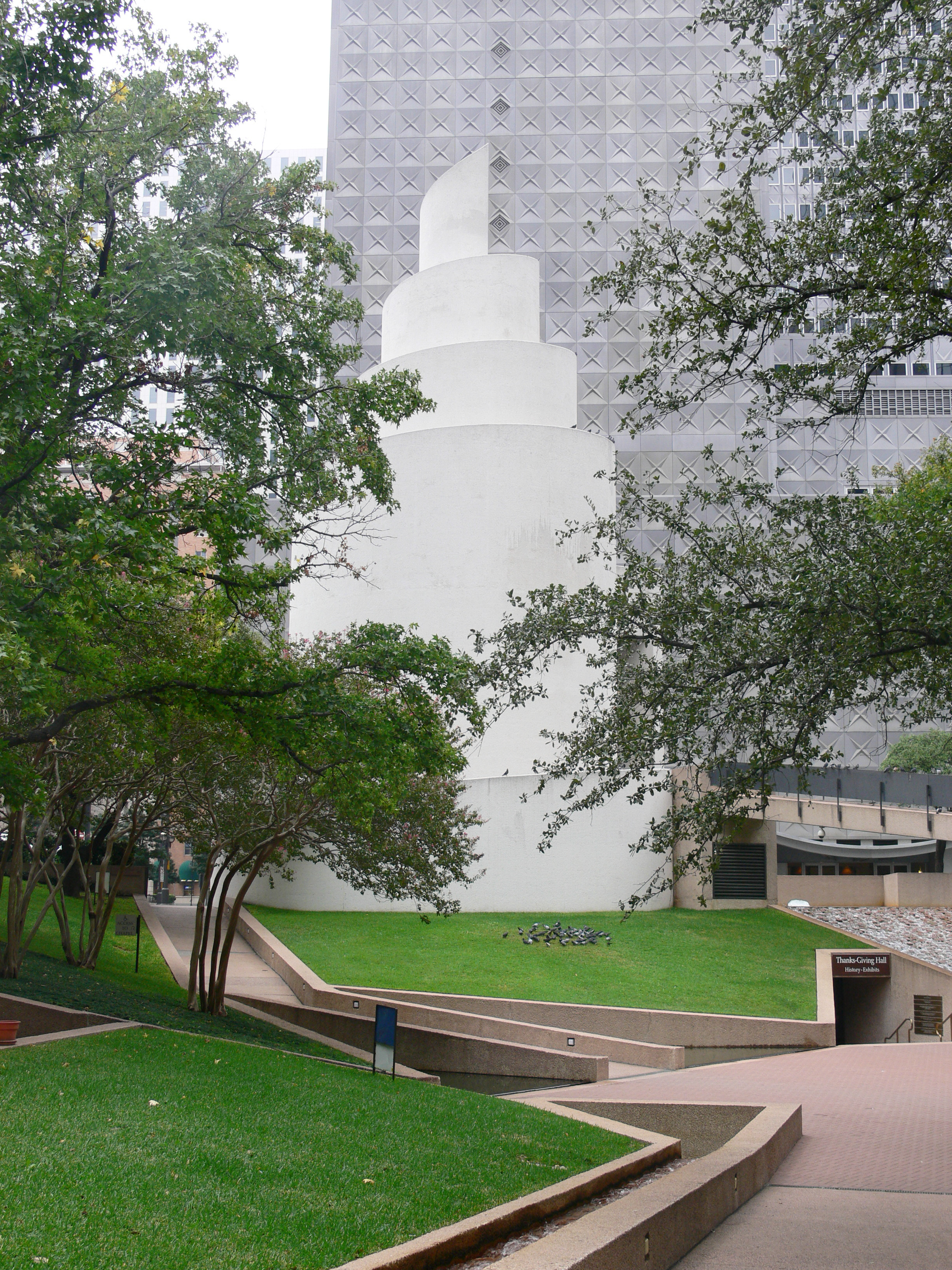